# Kang Young-mi
Kang Young-mi (pronúncia coreana: [kaŋ.jʌŋ.mi]; Incheon, 1 de março de 1985) é uma esgrimista sul-coreana, medalhista olímpica.

## Carreira
Young-mi conquistou a medalha de prata nos Jogos Olímpicos de Verão de 2020 em Tóquio ao lado de Choi In-jeong, Lee Hye-in e Song Se-ra, após confronto contra as estonianas Julia Beljajeva, Irina Embrich, Erika Kirpu e Katrina Lehis na disputa de espada por equipes.